# Columbia, Missouri
Columbia /kəˈlʌmbiə/ este un oraș în statul american Missouri și reședința comitatului Boone. Fondat în anul 1821, el adăpostește sediul University of Missouri și este principalul oraș din zona metropolitană Columbia. Este al patrulea cel mai populat oraș din statul Missouri, cu o populație estimată la 120.612 locuitori în 2016. În calitate de oraș universitar, Columbia este recunoscut prin politica sa progresistă, prin artă publică și prin jurnalismul independent. Cele trei instituții de învățământ superior: Colegiul Stephens (1833), University of Missouri (1839) și Colegiul Columbia (1851) înconjoară cartierul central de afaceri al orașului la est, sud și nord. În centrul orașului se află 8th Street, cunoscută și ca Avenue of the Columns, care conectează Francis Quadrangle și Jesse Hall cu Tribunalul comitatului Boone și cu Primăria orașului. Orașul nu a fost niciodată un centru major de fabricație, având centre de asistență medicală, companii de asigurări și firme din domeniul tehnologiei informatice. Mai multe companii, cum ar fi Shelter Insurance, Carfax, și Slackers CDs and Games, au fost fondate în oraș. Principalele instituții culturale sunt Societatea de Istorie a statului Missouri, Muzeul de Artă și Arheologie și festivalul anual de film True/False. Missouri Tigers, singurul club sportiv universitar al statului, joacă fotbal pe Faurot Field și baschet pe Mizzou Arena ca membru al Conferinței de Sud-Est (SEC).

## Geografie
Columbia, situat în centrul statului Missouri, se află la 120 mile (190 km) de orașele St. Louis și Kansas City și la 29 mile (47 km) nord de capitala statului, Jefferson City. Orașul se află în apropierea râului Missouri, între Platoul Ozark și Câmpiile Nordice.
Potrivit United States Census Bureau, orașul are o suprafață totală de 63,5 square milei (164,46 km2), din care 63,08 square milei (163,38 km2) uscat și 0,42 square milei (1,09 km2) apă.

## Educație
Orașul are trei instituții de învățământ superior: University of Missouri, Stephens College și Columbia College, toate aflându-se în zona centrală a orașului Columbia. Orașul este sediul central al University of Missouri System, care operează, de asemenea, campusuri în St. Louis, Kansas City și Rolla.

## Orașe înfrățite
În conformitate cu programul Columbia Sisters Cities, care operează în colaborare cu Sister Cities International, Columbia a fost înfrățit cu cinci orașe din străinătate într-o încercare de a promova înțelegerea interculturală:
| - Kutaisi, Georgia - Matto, Japonia | - Sibiu, România - Suncheon, Coreea de Sud | - districtul Laoshan, Qingdao, China |